# Anna Potocka-Hoser
Anna Potocka-Hoser (ur. 30 czerwca 1934 w Sanoku, zm. 27 września 1999 w Warszawie) – polska psycholog i socjolog.

## Życiorys
Urodziła się 30 czerwca 1934 w Sanoku. Była córką Stanisława Potockiego (1906-1986, nauczyciel) i Marii z domu Dworskiej (1902-1991, córka Tadeusza Dworskiego, nauczycielka). Miała brata Jerzego (1931-2018, pracownik Autosanu). Była spowinowacona z rodziną Beksińskich; siostrą jej matki była Stanisława, żona Stanisława Beksińskiego i matka Zdzisława. 
Kształciła się w Szkole Szybowcowej w Lęborku. Ukończyła studia na kierunku rehabilitacji na Akademii Wychowania Fizycznego w Warszawie, a następnie na kierunku psychologii na Uniwersytecie Warszawskim w 1962. Następnie została zatrudniona w Instytucie Filozofii i Socjologii Polskiej Akademii Nauk, gdzie pracowała w Pracowni Psychologii Społecznej, kierowanego przez Andrzeja Malewskiego (do 1963), a potem przez Hannę Malewską. W IFiS PAN w 1970 uzyskała stopień doktora nauk humanistycznych na podstawie pracy pt. Wyznaczniki postawy altruistycznej. Badania nad zachowaniami prospołecznymi (promotorem była Hanna Malewska). W 1973 otrzymała stypendium w École pratique des hautes études w Paryżu. W 1991 habilitowała na Wydziale Filozofii i Socjologii Uniwersytetu Warszawskiego w dziedzinie nauk humanistycznych i w specjalności socjologii na podstawie pracy pt. Aktywność organizacji społecznych i politycznych w zakładzie przemysłowym. Obraz własnej osoby i otoczenia społecznego. 
W swojej pracy badawczej zajmował się kolejno: w latach 70. analizą zachowań prospołecznych, społecznymi i psychologicznymi uwarunkowaniami rozwiązywania konfliktów, w latach 80. badaniami nad aktywistami społecznymi i politycznymi w zakładach przemysłowych, w latach 90. analizą stereotypowości pojęć politycznych, w latach 90. dyskursem przedwyborczym partii Konfederacja Polski Niepodległej oraz badaniami nad społecznymi reprezentacjami ekonomii i polityki. Specjalizowała się w psycholingwistyce i psychologii społecznej. Od 1980 do końca życia była zatrudniona w Instytucie Psychologii Polskiej Akademii Nauk. Podczas pracy naukowej przebywała we Francji i w Kanadzie. Pracowała u boku prof. Philipa Zimbardo. Publikowała prace w wydawnictwach periodycznych w zakresie psychologii społecznej („The Polish Sociological Biuletin”, „Zdanie”, „Psychologia Społeczna”, „Studia Socjologiczne”, „Studia Psychologica”, „Kolokwia Psychologiczne”). Publikowała prace w swojej dziedzinie naukowej. Od 1996 do 1999 wykładała w Szkole Wyższej Psychologii Społecznej.
Zmarła 27 września 1999 w Warszawie wskutek choroby nowotworowej. Miała męża, była matką.

## Publikacje
- Uznanie ze strony innych i lęk przed niepowodzeniem a sprawność intelektualna (1963)[12]
- Wyznaczniki postawy altruistycznej. Badania nad zachowaniami prospołecznymi (1971)[1][13]
- Aktywiści organizacji społecznych i politycznych w zakładzie przemysłowym. Obraz własnej osoby i otoczenia społecznego w latach 1978 i 1981 (1985)[1][14]
- rozdział pt. Wraca Polska czyli Konfederacja Polski Niepodległej w: O czasie, politykach i czasie polityków (1996, red. Elżbieta Tarkowska)[7]
- Consociational democracy or majority rule? Discourse analysis in the Polish Parliament (1999)[15]